# Elisabethinnen

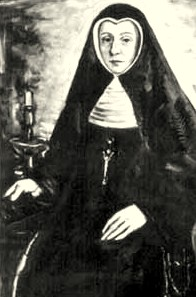
Apollonia Radermecher, Gründerin der Elisabethinnen

Der Orden der Elisabethinnen (je nach Land und Ort verschiedene Schreibweisen möglich: Elisabethinen, Elisabethinerinnen und Elisabethiner; lateinisch Ordo Sorores Hospitalariae Sanctae Elisabethae T. O. S. Francisci, Ordenskürzel OSE) ist eine katholische Kongregation päpstlichen Rechts, die in der Krankenpflege tätig ist. Er gehört zur großen Familie der Franziskaner-Tertiaren, deren Regeln mit der Bulle Dudum siquidem von Papst Leo X. erneuert wurde. Benannt ist die Ordensgemeinschaft nach der hl. Elisabeth.

## Geschichte und Niederlassungen
Alle Elisabethinnen-Kongregationen gehen auf Apollonia Radermecher zurück, die am 13. August 1622 vom Stadtrat zur „Gasthausmeisterin“ des „Städtischen Armenspitals Gasthaus“ in Aachen ernannt wurde, dem 1336 dort gegründeten ersten Elisabeth-Hospital auf dem Münsterplatz direkt neben dem Aachener Dom. Anlässlich der Übernahme gründete sie zeitgleich den Orden der „Hospitalschwestern der heiligen Elisabeth vom Dritten Orden des heiligen Franziskus“, der 1631 durch Ferdinand von Bayern, den Bischof von Lüttich, bestätigt wurde. Bedingt durch den großen Zustrom von Pilgern, besonders während den Aachener Heiligtumsfahrten, sowie durch die seinerzeit immer wieder herrschenden Pestepidemien widmete sich der Orden von Anfang an der Pflege von Kranken, Armen und Bedürftigen sowie der Altenpflege. Die Elisabethinnen blieben wegen ihrer Spezialisierung sowohl von der Säkularisation durch Napoleon Bonaparte als auch vom Kulturkampf Bismarcks verschont und versahen während des Zweiten Weltkriegs ihren Dienst in verschiedenen Lazaretten.

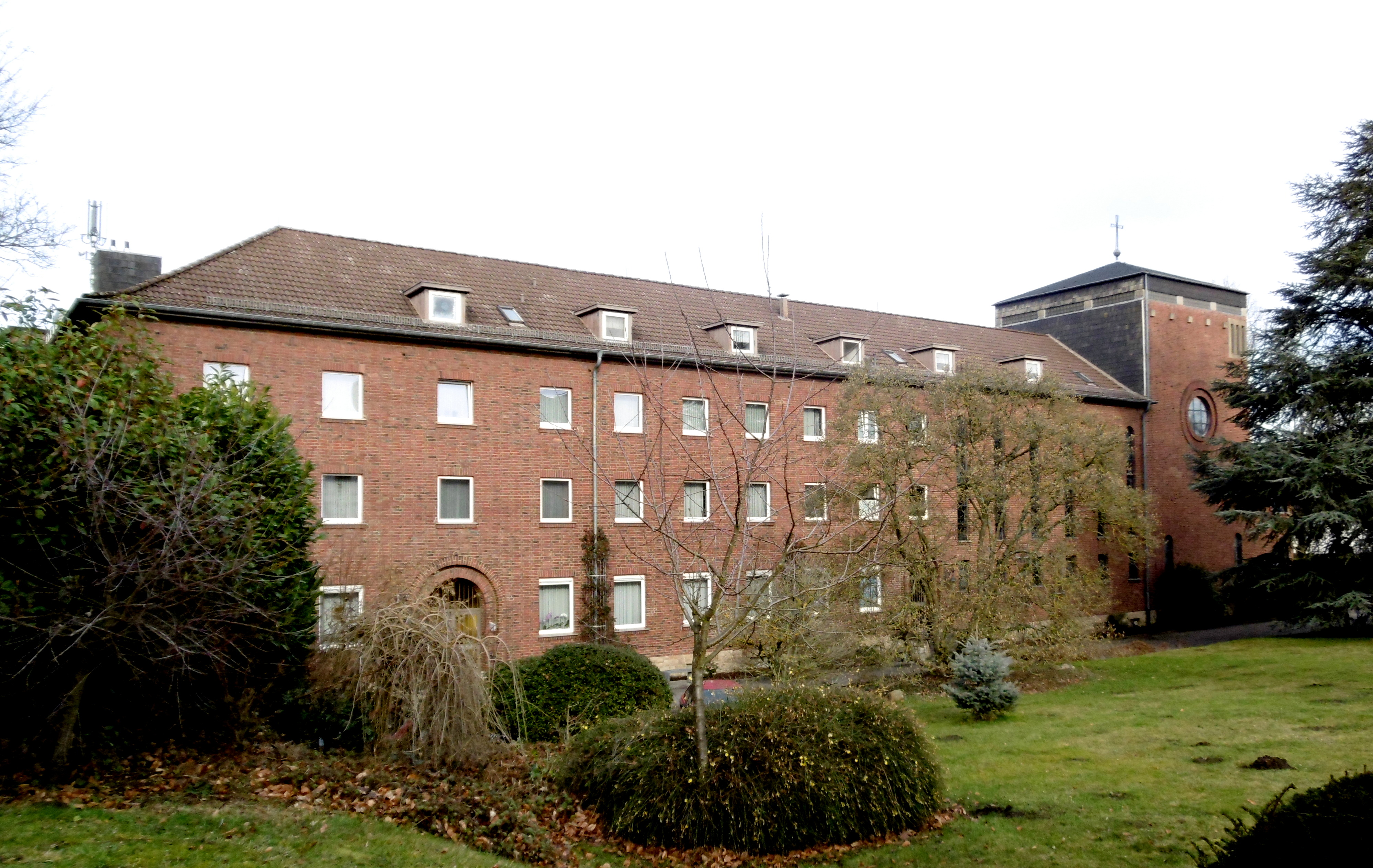
Mutterhaus des Ordens in Aachen

Der von Radermecher gegründete Elisabethinnenorden breitete sich rasch aus und ist mittlerweile mit fast 1000 Schwestern in zahlreichen Ländern in der Kranken- und Altenpflege und in der Kinderbetreuung sowie in Afrika in der Mission tätig. Von Aachen aus entstanden hauptsächlich auf dem europäischen Kontinent zahlreiche Klosterniederlassungen. Dies geschah vor allem durch Filiation, indem ein Mutterkloster Töchterklöster gründete, die ihrerseits zu Mutterklöstern werden konnten. Die Klöster wurden meist mit integrierten Krankenhaus- und/oder Altenpflegeabteilungen verknüpft. Auf diese Weise entstanden unter anderem folgende Niederlassungen bzw. Krankenhäuser:
- von 1622 bis 1966 das von Apollonia Radermecher übernommene städtische Elisabeth-Hospital in Aachen, das Anfang der 1850er-Jahre zunächst in den Kurpark Aachen und in den 1920er-Jahren in die Goethestraße verlegt worden sowie in den 1960er-Jahren in dem Universitätsklinikum Aachen aufgegangen war. In dem ursprünglichen „Gasthaus“ am Münsterplatz wurde von den 1850er-Jahren bis zur Jahrhundertwende das „Vinzenzspital“ eingerichtet, in dem die Elisabethinnen unheilbar Kranke pflegten. Das 1937 neu eingerichtete Aachener Mutterhaus am Preusweg, das während des Zweiten Weltkrieges zunächst von der Gestapo besetzt und 1944 durch Bombenangriffe schwer beschädigt und nach dem Krieg wieder aufgebaut worden war, dient heutzutage mit seinen Anbauten als Altenpflegeheim. In die Krypta der dortigen Klosterkirche wurden 1937 die Gebeine der Klostergründerin Radermecher überführt und in einem Gräberfeld auf dem Aachener Ostfriedhof finden die Ordensschwestern ihre letzte Ruhestätte.
  - 1651 in Düren, wo Maria Magdalena Crom das alte „Gasthaus am Pesch“ übernahm. Von 1671 bis zu seiner Schließung im Jahr 1975 leiteten die Elisabethinnen das in den 1550er-Jahren erbaute Alte Krankenhaus Düren[3]
    - 1678 in Jülich, deren Kloster 1802 von den Franzosen aufgelöst wurde.
    - 1681 in Blankenheim an der Ahr/Deutschland

  - 1672 in Luxemburg, gegründet durch Marie de Zorn, welche zunächst drei Aachener Schwestern in ihrem Elternhaus, dem heutigen Staatsratsgebäude gegenüber der Michaelskirche, aufnahm. Von dort aus wurden Arme und Kranke in ihren jeweiligen Häusern gepflegt.[4] Bereits am 25. Juli 1672 bezog die Gemeinschaft zunächst das Sankt Johannes-Hospital, dem heutigen Nationalmuseum für Naturgeschichte, und ab 1843 das Bürgerhospital im Stadtviertel Pfaffenthal, ein leergewordenes Kloster der Klarissen. Seit 1916 besitzt der Orden ein eigenes Mutterhaus, zu dem bis heute ein Generalat und ein Konvent gehören.[5] Inzwischen gibt es zahlreiche Niederlassungen im gesamten Großherzogtum und in der benachbarten Großregion, sowie zeitweise Missionen in Afrika.[6] Die moderne Elisabeth-Gruppe verwaltet heute mehrere Krankenhäuser und Altersheime, sowie einen mobilen Pflegedienst.[7] Nach Marie de Zorn ist eine Straße in der Stadt Luxemburg benannt.[8]
  - 1693 in Graz/Österreich mittels Stiftungsbrief von Maria Theresia Gräfin von Wagensperg, mit dem heute noch existierende Krankenhaus der Elisabethinen Graz[9]
    - 1709 in Wien/Österreich mit dem von 1709 bis 1711 erbauten[10] und 1715 eingerichteten Krankenhaus St. Elisabeth Wien
      - 1719 in Prag/Tschechien
        - 1736 in Breslau/Polen, gegründet durch Maria Magdalena Klenk, die später als Geschenk von König Friedrich II. das Kloster der Franziskaner-Reformatoren zwecks Einrichtung eines Krankenhauses erhielt.[11]
          - 1748 in Kadaň/Tschechien
          - 1753 in Teschen/Polen, gegründet und gestiftet durch ihre erste Oberin Maria Magdalena Klenk, die von Breslau herübergewechselt war[12]
          - 1850 in Jablunkov/Tschechien
          - 1863 in Münsterberg/Polen
          - 1947, nach der Vertreibung aus Breslau, in Bad Kissingen/Deutschland[13]

        - 1748 in Straubing/Deutschland mit dem Hospital im Kloster Azlburg in Straubing,[14] das 1975 von dem Männerkrankenhaus der Barmherzigen Brüder im Kloster Straubing übernommen und seit 2006 vollständig dem Orden der Barmherzigen Brüder übertragen wurde.
          - 1750 in München/Deutschland, wo die Elisabethinnen von 1754 bis zu ihrer Säkularisierung durch Napoléon Bonaparte im Jahr 1802 das von der Kaiserin Maria Amalia von Österreich gestiftete Ordenshaus mit Spital leiteten, das als erste moderne Krankenheilanstalt Münchens gilt. Anstelle des abgerissenen Klostergebäudes wurde 1907/10 die Poliklinik erbaut, lediglich die Spitalkirche St. Elisabeth blieb erhalten.
          - 1840 in Neuburg an der Donau/Deutschland, wo die Elisabethinnen von 1840 an das Kranken- und Armenhaus Kloster St. Elisabeth in Neuburg an der Donau leiteten, das von drei Nonnen aus dem Ordenskloster Azlburg zusammen mit der Kurfürstin Maria Leopoldine von Österreich-Este als Stifterin eingerichtet worden war. Nach der Zusammenlegung im Jahr 1980 mit dem Krankenhaus der Barmherzigen Brüder im Kloster St. Wolfgang entstand die Vereinigte Ordenskrankenhäuser GmbH, die 1992 die neu erbaute Klinik St. Elisabeth errichtete, die ihrerseits seit 2017 von der der Katholischen Jugendfürsorge der Diözese Augsburg e. V. als neuer und alleiniger Gesellschafter geleitet wird.

      - 1745 in Linz/Österreich mit dem dort eingerichteten Krankenhaus der Elisabethinen Linz, seit 2017 unter dem Namen Ordensklinikum Linz[15]
      - 1754 in Brünn/Tschechien
      - 1785 in Budapest/Ungarn, wo der Kaiser Joseph II. den Wiener Elisabethinen das Kloster der Franziskaner in Budapest übertragen hatte, die dort mit 18 Schwestern die Krankenpflege einrichteten.
      - 1798 in Bratislava/Slowakei

    - 1710 in Klagenfurt/Österreich mit dem Allgemeinen Öffentlichen Krankenhaus der Elisabethinen Klagenfurt, das seit April 2006 in Kooperation mit dem Orden der Barmherzigen Brüder Österreich und deren Krankenhaus in St. Veit an der Glan geführt wird[16]
      - 1911 in Humboldt (Saskatchewan)/Kanada

Auswahl Ordensniederlassungen mit Krankenanstalten
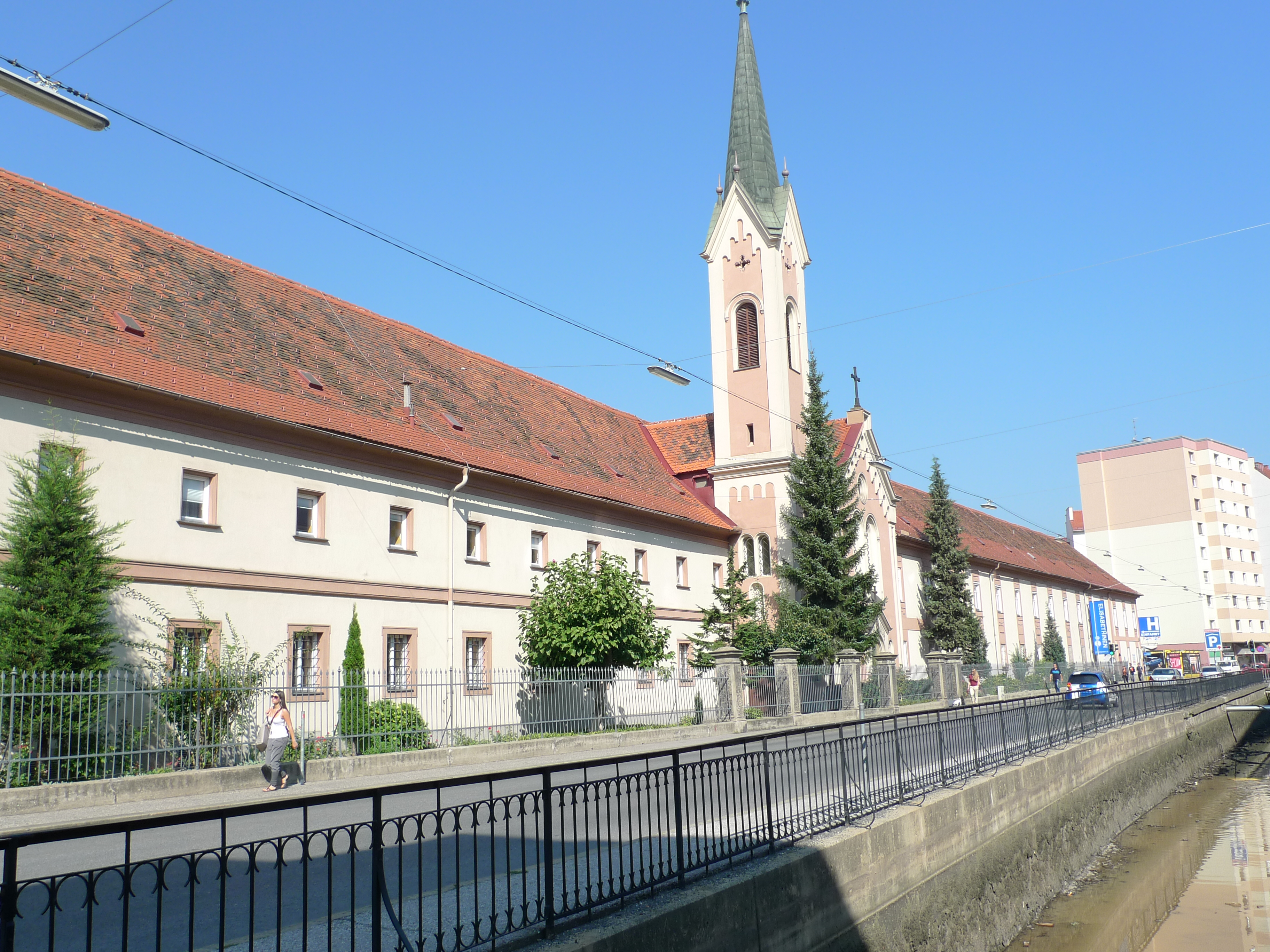
Niederlassung Graz
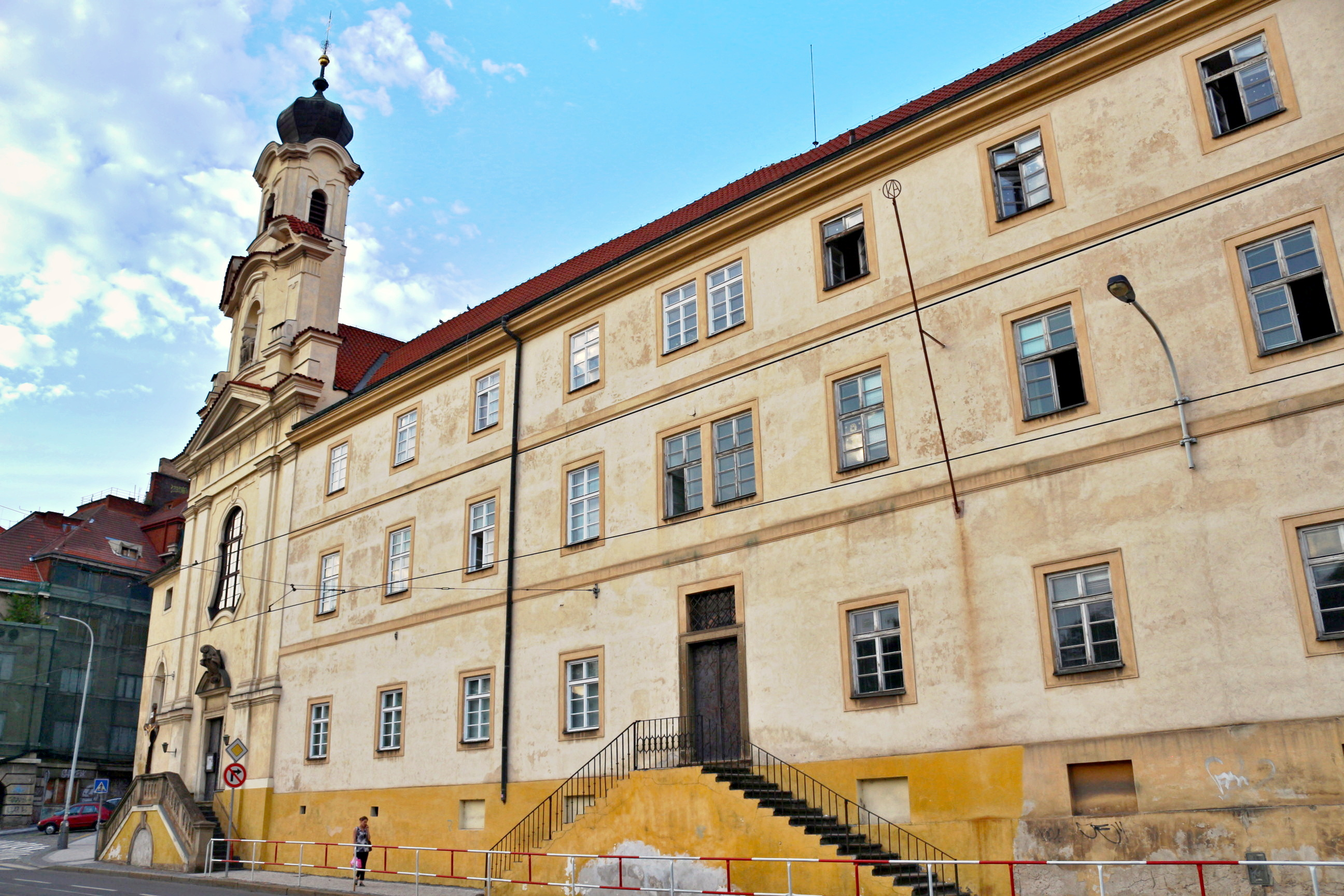
Niederlassung Prag
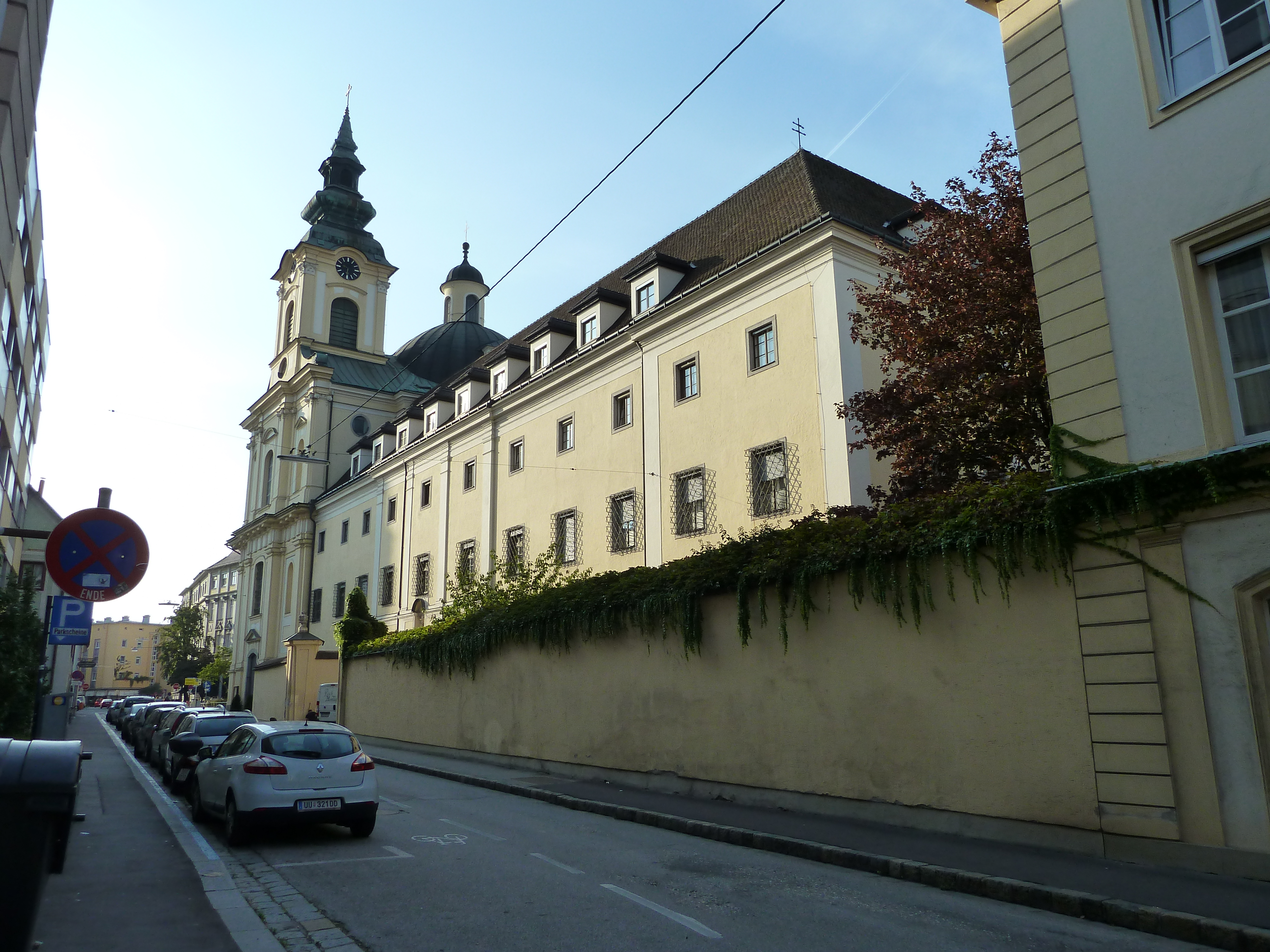
Niederlassung Linz
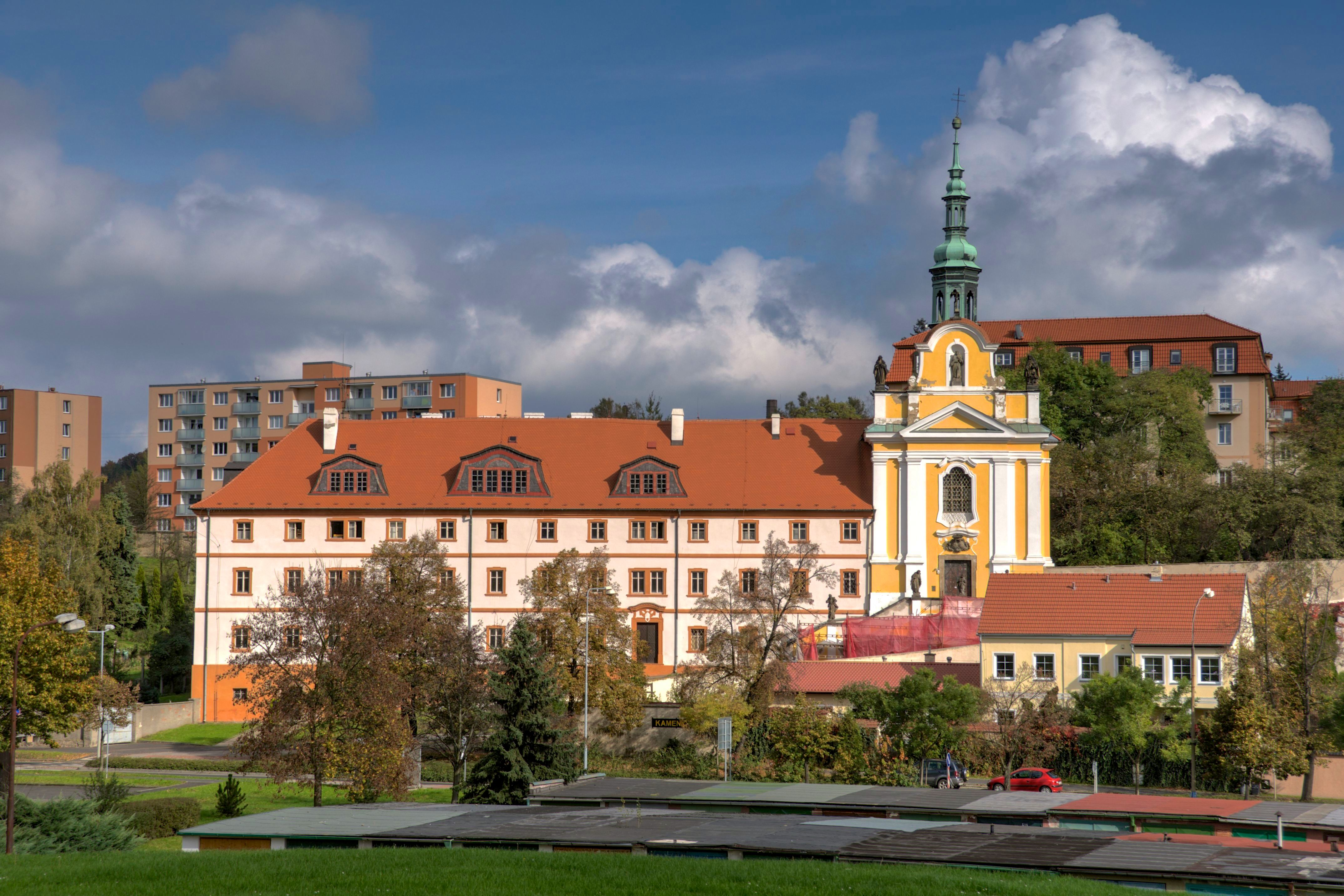
Niederlassung Kadaň
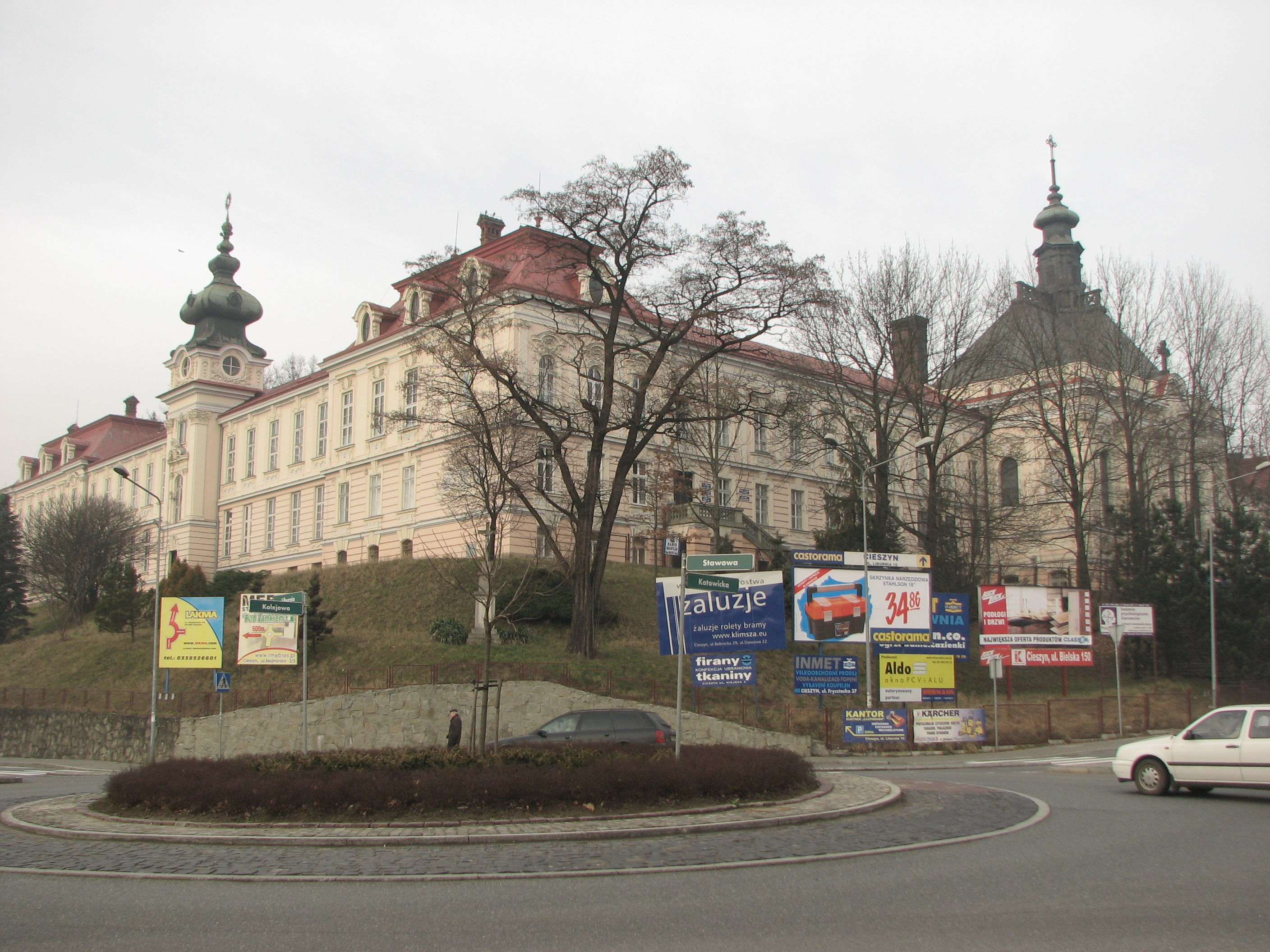
Niederlassung Teschen
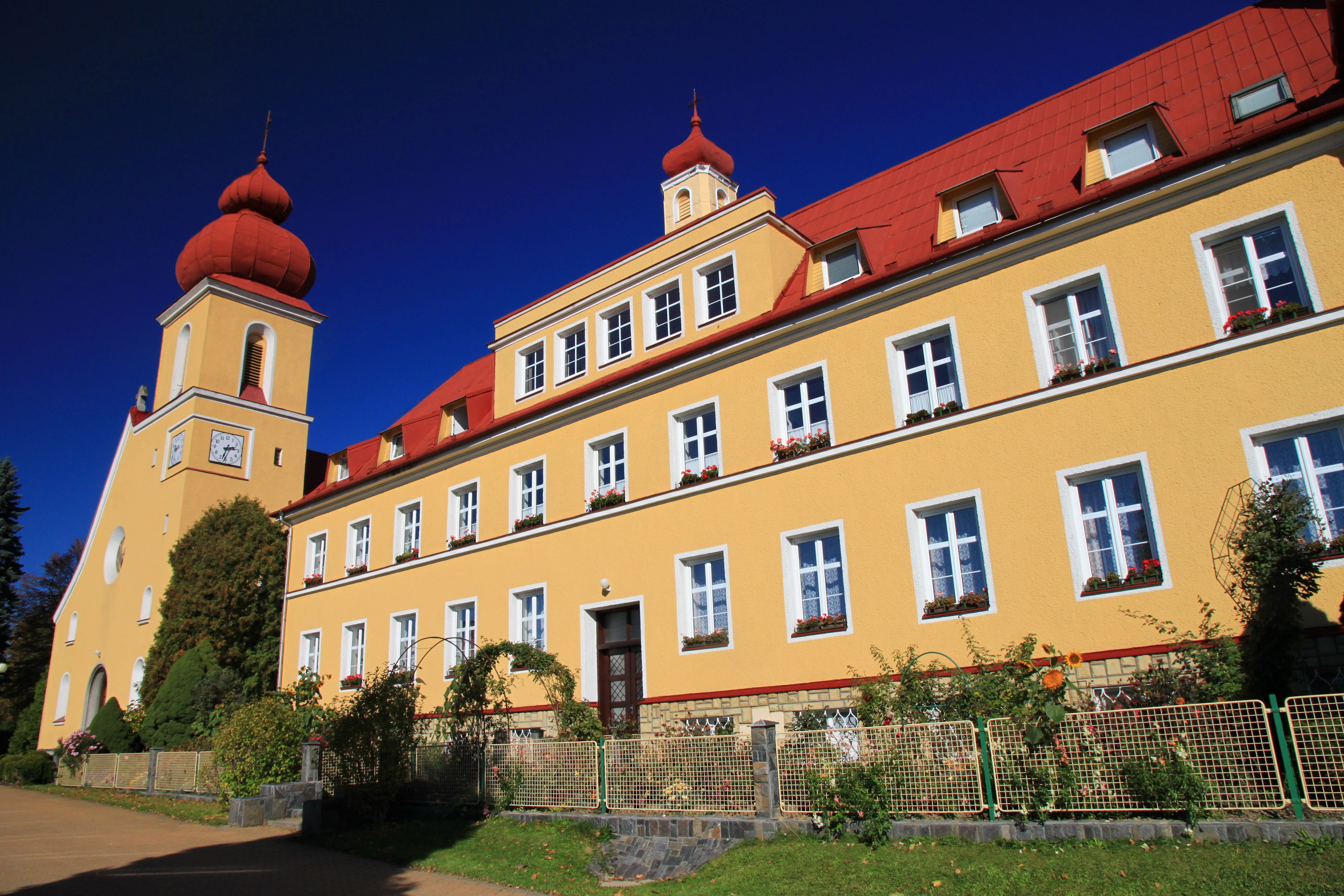
Niederlassung Jablunkov
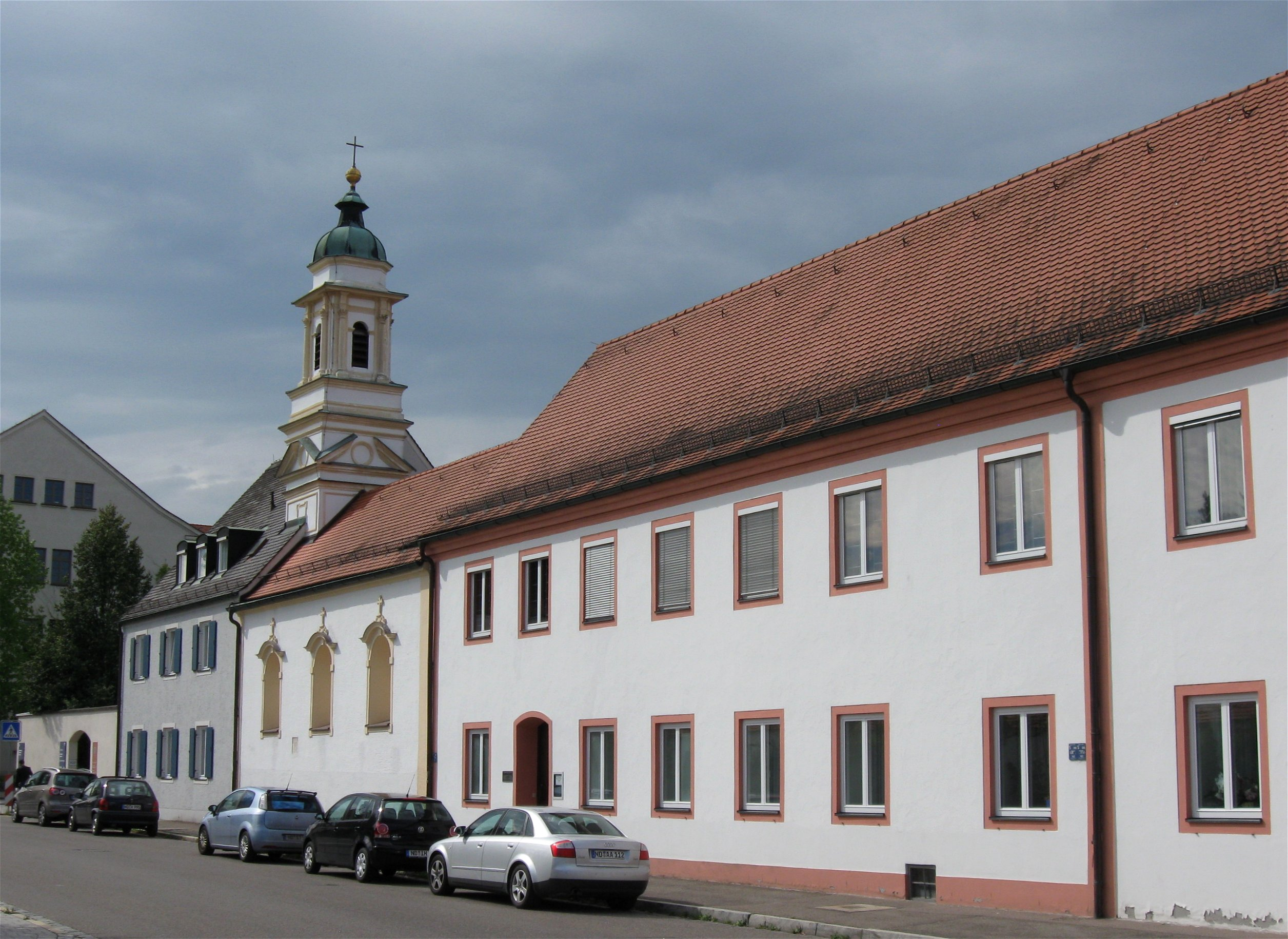
Niederlassung Neuburg an der Donau